# Lauren Beukes
Pour les articles homonymes, voir Beukes (homonymie).
Œuvres principales
- Zoo City
- Les Lumineuses

Lauren Beukes, née le 5 juin 1976 à Johannesbourg en Afrique du Sud, est une romancière sud-africaine de science-fiction et de fantasy. Elle a obtenu le prix Arthur-C.-Clarke 2011 pour Zoo City puis le prix British Fantasy 2014 pour Les Lumineuses.

## Biographie
Lauren Beukes écrit des nouvelles, réalise des documentaires et des bandes dessinées pour enfants. Elle a conçu des scénarios pour la télévision: Florrie's Dragons (Disney) et Mouk  (Millimages). Elle co-créé la première émission d'animation en Afrique du Sud URBO: Les aventures de Pax Afrika (SABC3). Elle a co-écrit le pilote du spectacle de marionnettes Z-News, une satire politique et plusieurs épisodes de The South African Story avec Desmond Tutu.

## Œuvres

### Romans
- Moxyland, Presses de la Cité, 2014 ((en) Moxyland, 2008)Réédition, Pocket, coll. « Science-fiction » no 7225, 2016
- Zoo City, Eclipse, 2011 ((en) Zoo City, 2010)Réédition, Presses de la Cité, 2013 ; réédition, Pocket, coll. « Science-fiction » no 15924, 2016 - Prix Arthur-C.-Clarke 2011
- Les Lumineuses, Presses de la Cité, 2013 ((en) The Shining Girls, 2013)Réédition, Pocket, coll. « Thriller » no 15925, 2015 - Prix British Fantasy 2014
- Les Monstres, Presses de la Cité, 2015 ((en) Broken Monsters, 2014)Réédition, Pocket, coll. « Thriller » no 16588, 2016
- Afterland, Albin Michel, coll. « Imaginaire », 2022 ((en) Afterland, 2020), trad. Laurent Philibert-Caillat, 512 p.  (ISBN 978-2-226-46161-2)
- (en) Bridge, 2023

### Recueil de nouvelles
- (en) Slipping, 2016

### Scénarios pour la télévision
- Florrie's Dragons (Disney), 2011
- Mouk  (Millimages), 2011
- URBO: Les aventures de Pax Afrika (en) (SABC3), 2006-2009
- Z-News, marionnettes satyriques
- The South African Story, 2011

### Autres
- (en) Maverick: Extraordinary Women from South Africa's Past, 2005
- Fairest #8-13 (The Hidden Kingdom), comics